# 杨村甸乡
杨村甸乡，是中华人民共和国湖南省永州市冷水滩区下辖的一个乡镇级行政单位。

## 行政区划
杨村甸乡下辖以下地区：
四明山社区、贯子头村、沙子坳村、大力元村、保方村、黄茶元村、张家排村、岭口村、西岭村、杨村甸村、斗角头村、回龙村、胡家桥村、堆子头村和石子塘村。